# Caripetella madagascariensis
Caripetella madagascariensis is een spinnensoort in de taxonomische indeling van de kraamwebspinnen (Pisauridae).
Het dier behoort tot het geslacht Caripetella. De wetenschappelijke naam van de soort werd voor het eerst geldig gepubliceerd in 1886 door Lenz.